# Europese weg 751
De Europese Weg 751 of E751 is een Europese weg die loopt van Rijeka in Kroatië naar Koper in Slovenië.

## Algemeen
De Europese weg 751 is een Klasse B-verbindingsweg en verbindt het Kroatische Rijeka met het Sloveense Koper en komt hiermee op een afstand van ongeveer 190 kilometer. De route is door de UNECE als volgt vastgelegd: Rijeka - Pula - Koper.